# بحر المديد
بَحْرُ المَدِيدِ هو أحد أبحر الشعر وسمي بالمديد لامتداد سباعييه حول خماسييه. وهو بحر مهجور هجره الشعراء، وقلّ من يَنظم عليه لأنه ثقيل على السمع.

## وزن بحر المديد
يتشكّل وزن بحر المديد على النحو التالي:

## العروض
عروض هذا البحر تأتي صحيحة مرة (فَاعِلَاتُنْ) ومحذوفة مرة (فَاعِلُنْ) كما تأتي محذوفة مخبونة (فَعِلُنْ).